# Once You Get Started
Once You Get Started is een nummer van de Amerikaanse band Rufus met zangeres Chaka Khan uit 1975. Het is de eerste single van Rufusized, het tweede studioalbum van Rufus.
"Once You Get Started" wordt grotendeels gezongen door Khan, groepslid Tony Maiden neemt het tweede couplet voor zijn rekening. Het nummer werd een grote hit in Amerika en bereikte de 10e positie in de Billboard Hot 100. In het Nederlandse taalgebied werd de plaat een bescheiden hit; met een 26e positie in de Nederlandse Top 40, en een 30e positie in de Vlaamse Radio 2 Top 30. Na het behalen van deze hit werd het album Rufusized platina werd in Amerika, en stond Rufus in het voorprogramma van Marvin Gaye en The Rolling Stones.

## Tracklijst
- 7"

1. "Once You Get Started" - 4:28
2. "Rufusized" - 3:12